# Bert van Marwijk
Lambertus "Bert" van Marwijk (Deventer, Països Baixos, 19 de maig de 1952) és un exfutbolista neerlandès, i posteriorment entrenador de futbol. Fou entrenador de la selecció de futbol dels Països Baixos fins al 2012 i actualment dirigeix el Hamburg SV.

## Trajectòria

### Com a futbolista
Com a futbolista jugà més aviat en equips petits, com el Go Ahead Eagles, el MVV Maastricht i l'AZ Alkmaar. Destacà com a centrecampista i jugà 390 partits en total.

### Com a entrenador

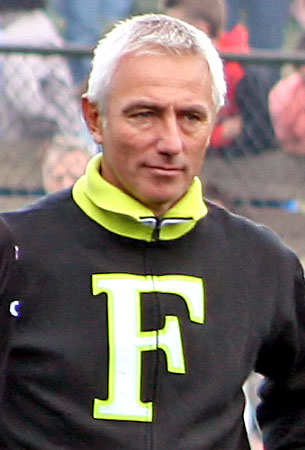
Van Marwijk en la seva etapa al Feyenoord.

Com a entrenador va sobreeixir en equips com el Fortuna Sittard (l'equip en què jugà el seu gendre Mark van Bommel), amb el qual arribà a disputar la final de la copa contra l'Ajax. Fou, però, al Feyenoord on aconseguí el seu major èxit: la Copa UEFA.
Després de passar pel Dortmund, el 2007 torna al Feyenoord. El nou president, Dick van Well, el presentà oficialment, juntament amb els nous reforços com Giovanni van Bronckhorst, Roy Makaay o Tim de Cler.
El 3 de març del 2008 s'anuncià el seu nomenament oficial com nou entrenador de la selecció de futbol dels Països Baixos, un cop acabés l'Eurocopa del 2008, fins al mundial de Sud-àfrica del 2010, reemplaçant Marco van Basten. Al mundial del 2010 portà la selecció taronja fins a la final, però va perdre contra Espanya a la pròrroga. El 2011 fou renovat en el càrrec. Tanmateix, després de caure en la fase de grups a l'Eurocopa del 2012 sense sumar ni un sol punt, decidí dimitir.
El 23 de setembre del 2013 signà com a nou tècnic de l'Hamburger Sport-Verein.

## Clubs

### Com a jugador
| Club                             | País          | Any       |
| -------------------------------- | ------------- | --------- |
| Go Ahead Eagles                  | Països Baixos | 1969-1975 |
| AZ Alkmaar                       | Països Baixos | 1975-1979 |
| MVV Maastricht                   | Països Baixos | 1979-1987 |
| Fortuna Sittard                  | Països Baixos | 1987-1988 |
| Amsterdamsche Football Club Ajax | Països Baixos | 1988-1989 |

### Com a entrenador
| Club                        | País          | Any       |
| --------------------------- | ------------- | --------- |
| FC Herderen                 | Bèlgica       | 1990-1991 |
| RKVCL Limmel                | Països Baixos | 1999-1995 |
| SV Meerssen                 | Països Baixos | 1995-1997 |
| Fortuna Sittard             | Països Baixos | 1997-2000 |
| Feyenoord Rotterdam         | Països Baixos | 2000-2004 |
| Borussia Dortmund           | Alemanya      | 2004-2006 |
| Feyenoord Rotterdam         | Països Baixos | 2007-2008 |
| Selecció dels Països Baixos | Països Baixos | 2008-2012 |
| Hamburger Sport-Verein      | Alemanya      | 2013-     |